# Магістерська робота
Магістерська робота — дипломна або післядипломна форма наукової роботи, яка передбачає опрацювання наукових, законодавчих, навчальних, архівних (у тому числі рукописних) джерел на вищому, в порівнянні з дипломною роботою, рівні, забезпечує об'єктивне викладення опрацьованого матеріалу на основі відповідного аналізу та засвідчує суб'єктивний ступінь самостійності, має свої кваліфікаційні ознаки.
Магістерська дипломна робота повинна показати:
- знання дипломника з сучасної теорії;
- вміння використовувати придбані знання в практичній роботі;
- уміння й здатність:
  - ставити проблеми й обґрунтовувати їх актуальність;
  - формулювати мету й завдання дослідження;
  - розробити логіко-структурну схему роботи;
  - працювати з літературними джерелами та фактичним матеріалом;
- глибоко аналізувати й оцінювати різні аспекти діяльності з урахуванням світового досвіду;
- обґрунтовувати власні узагальнення, висновки і пропозиції.

Магістерська робота менш складна, ніж кандидатська чи докторська дисертація, але все ж має підвищений ступінь відповідальності. Її характерні риси такі: глибина дослідження; оригінальність та індивідуальність; поєднання теоретичних знань з науково-практичною діяльністю; практична цінність результатів; наявність полемічних та дискусійних матеріалів; відображення наукової позиції автора.
Магістерська робота в Україні — це відносно новий формат, який з'явився у зв'язку з переходом на Болонську систему навчання. Вимоги до роботи в різних навчальних закладах відрізняються. У деяких ВНЗ характеристики магістерської за складністю ближче до дисертацій, в інших університетах робота більше схожа з дипломом.
Крім того, магістерська робота магістрантів, які навчаються за освітньо-професійною програмою, дещо простіші й мають більш прикладний характер, ніж магістерські роботи магістрантів, які навчаються за науковою програмою. Така відмінність випливає з того, що обсяг освітньо-професійної програми підготовки магістра становить 90—120 кредитів ЄКТС, обсяг освітньо-наукової програми — 120 кредитів ЄКТС. Освітньо-наукова програма магістра обов'язково включає дослідницьку (наукову) компоненту обсягом не менш як 30 відсотків.